# Eurowings Europe (Österreich)
Die Eurowings Europe GmbH war eine österreichische Fluggesellschaft ohne Flugzeuge mit Sitz in Wien und früheren Basen in Österreich auf dem Flughafen Wien-Schwechat und dem Flughafen Salzburg, sowie dem Flughafen Palma de Mallorca auf der spanischen Insel und dem Flughafen Pristina im Kosovo. Die Tochtergesellschaft der Lufthansa führte Flüge zu internationalen Zielen durch. Sie war Teil der Eurowings Group und eine Schwestergesellschaft der deutschen Eurowings GmbH, in deren Auftrag und unter deren Flugnummern sie operierte. Die einzigen äußerlich sichtbaren Unterscheidungsmerkmale waren das österreichische Luftfahrzeugkennzeichen und die dazugehörige Flagge.

## Geschichte
Am 3. Dezember 2014 stimmte der Lufthansa-Aufsichtsrat dem Wings-Konzept zu. Im August 2015 wurde die Eurowings Europe GmbH in Wien gegründet, weil man ursprünglich die Eurowings-Maschinen von Crews der Austrian Airlines bereedern lassen wollte.
In Wien-Schwechat wurden zunächst zwei Airbus A320 stationiert, mit denen im Sommer 2016 der Flugbetrieb aufgenommen wurde.
Im September 2019 wurde eine Strategiewechsel der Lufthansa-Group für den Standort Wien bekannt gegeben. Demnach sollten ab Jänner 2020 die Hub-Verkehre in Wien kommerziell komplett von Austrian Airlines verantwortet werden und im Zuge dessen einige Eurowings-Strecken von Austrian Airlines übernommen werden. Eurowings Europe solle in Wien hierfür vier Flugzeuge samt Crews für Austrian Airlines im Wetlease betreiben.
Ab dem 25. März 2020 blieben alle 12 Flugzeuge der Flotte wegen des massiven Einbruchs im Passagieraufkommen und der internationalen Flugbeschränkungen durch die Corona-Pandemie für eine bestimmte Zeit am Boden.
Im Februar 2022 wurde bekannt, dass unter dem Namen Eurowings Europe Limited ein neues AOC in Malta beantragt wurde. Zum Winterflugplan 2022/23 wurden die ersten Maschinen und Crews der österreichischen Eurowings Europe an das maltesische Pendant überführt.

## Basen
Mit Stand Oktober 2019 waren vier der genutzten Flughäfen von Eurowings Europe als Basen oder „Stützpunkte“ ausgelegt, an denen jeweils mindestens ein Flugzeug mit Besatzungen fest stationiert war.
- Österreich: Salzburg, Wien-Schwechat
- Spanien: Palma de Mallorca
- Kosovo: Pristina
- Schweden: Stockholm/Arlanda[15]
- Tschechien: Prag[16]

### Geschichte
Die erste Basis war der Flughafen Wien mit drei stationierten Flugzeugen, die zweite Basis wurde im Jänner 2017 der Flughafen Salzburg mit zunächst einem stationierten Flugzeug. Am 24. Mai 2017 eröffnete die Fluggesellschaft in Spanien auf den Balearen am Flughafen Palma de Mallorca mit vorerst vier Flugzeugen ihre dritte und auch größte Basis.
Nach dem Ende von Air Berlin wurden 2017 in Deutschland die Basen München und Stuttgart eröffnet, da der damalige Tarifvertrag von Eurowings Deutschland nur maximal 23 Flugzeuge vorsah. An der Basis am Flughafen München sollten jedoch deutsche Tarifbedingungen gelten. Am 26. März 2018 wechselte die Basis am Flughafen Stuttgart zur Eurowings GmbH. Im Dezember 2018 wurde bekannt, dass Germanwings die Basis München zum Ende 2019 übernehmen wird. Der operative Wechsel fand mit Beginn des Winterflugplans 19/20 am 27. Oktober 2019 statt. Im Gegenzug übernahm Eurowings Europe im Kosovo die Basis Pristina von Germanwings.
Am 13. Oktober 2022 wurde seitens Eurowings bekannt gegeben, dass Eurowings Europe nach Malta umgemeldet wird. Die „Eurowings Europe Limited“ erhielt ihr Air Operator’s Certificate (AOC) und ihre Air Operator License (AOL) vom Malta Civil Aviation Directorate. Der Erstflug der neuen Tochter sollte am 3. November 2022 erfolgen.

## Flugziele
Die Erstflüge der Eurowings Europe fanden am 9. und 10. November 2015 nach Barcelona, London-Stansted und Palma de Mallorca statt und wurden zunächst mit Maschinen der deutschen Eurowings GmbH geflogen.
Ab März 2016 begann der Flugbetrieb der Eurowings Europe in Wien mit dem Sommerflugplan, der Verbindungen nach Spanien, Korsika, Italien, England und Portugal vorsah.

## Flotte

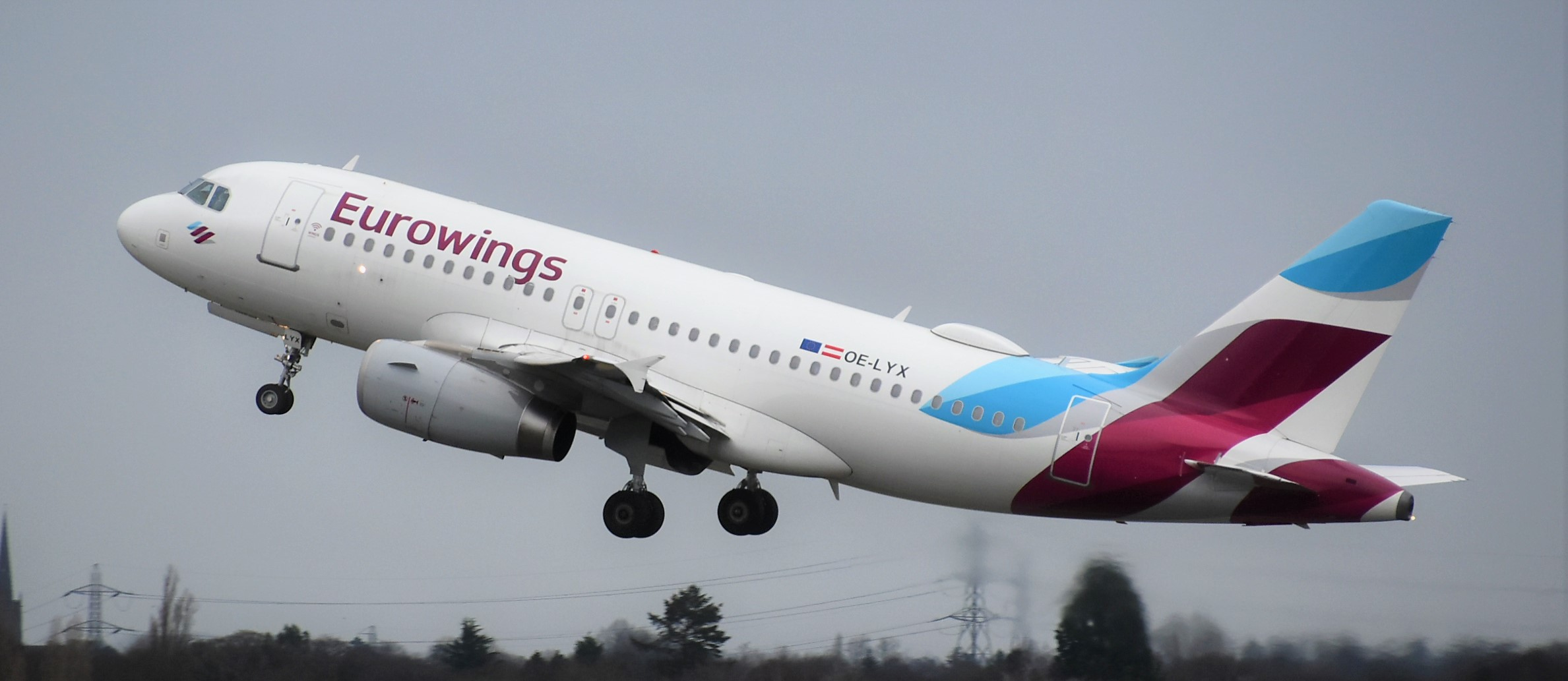
Airbus A319 der Eurowings Europe (OE-LYX)

Mit Stand April 2023 sind keine Flugzeuge mehr auf Eurowings Europe registriert.

### Ehemalige Flugzeugtypen
In der Vergangenheit betrieb Eurowings Europe unter anderem folgende Flugzeugtypen:
- Airbus A319-100
- Airbus A320-200

### Sonderbemalungen
| Flugzeugtyp     | Luftfahrzeugkennzeichen | Bemalung                     | Zeitraum                       | Bild |
| --------------- | ----------------------- | ---------------------------- | ------------------------------ | ---- |
| Airbus A320-200 | OE-IQD                  | „Eurowings Holidays Sticker“ | von Juli 2017 bis Februar 2022 |      |

## Kritik
Eurowings Europe stand in der Kritik, deutlich schlechtere Arbeitsbedingungen als ihre deutsche Schwesterfluggesellschaft Eurowings GmbH zu bieten. So soll es unter anderem unterschiedliche Verträge mit unterschiedlichen Gehältern für dieselbe Tätigkeit und eine deutliche Reduzierung des Lohnes im Krankheitsfall gegeben haben. Diese und weitere Dinge wurden in einem offenen Brief des Personals an das Management in Wien vorgetragen.
Seit 1. Oktober 2018 gibt es einen Kollektivvertrag mit dem Österreichischen Gewerkschaftsbund, Gewerkschaft vida, der, rückwirkend gültig ab 1. März 2018, für deutlich bessere Arbeitsbedingungen des Fliegenden Personals an den Österreichischen Basen Wien und Salzburg sorgt.